# Wyścig Argentyny WTCC 2014
Wyścig Argentyny WTCC 2014 – ósma runda World Touring Car Championship w sezonie 2014. Rozegrała się w dniach 1-3 sierpnia 2014 w Termas de Río Hondo na torze Autódromo Termas de Río Hondo.

## Lista startowa
| Nr | Kierowca          | Zespół                               | Samochód                | Opony |
| -- | ----------------- | ------------------------------------ | ----------------------- | ----- |
| 1  | Yvan Muller       | Citroën Total WTCC                   | Citroën C-Elysée WTCC   | Y     |
| 2  | Gabriele Tarquini | Castrol Honda World Touring Car Team | Honda Civic WTCC        | Y     |
| 3  | Tom Chilton       | ROAL Motorsport                      | Chevrolet RML Cruze TC1 | Y     |
| 4  | Tom Coronel       | ROAL Motorsport                      | Chevrolet RML Cruze TC1 | Y     |
| 5  | Norbert Michelisz | Zengő Motorsport                     | Honda Civic WTCC        | Y     |
| 6  | Franz Engstler    | Liqui Moly Team Engstler             | BMW 320 TC              | Y     |
| 7  | Hugo Valente      | Campos Racing                        | Chevrolet RML Cruze TC1 | Y     |
| 9  | Sébastien Loeb    | Citroën Total WTCC                   | Citroën C-Elysée WTCC   | Y     |
| 10 | Gianni Morbidelli | ALL–INKL.COM Münnich Motorsport      | Chevrolet RML Cruze TC1 | Y     |
| 11 | James Thompson    | Lada Sport Lukoil                    | Łada Granta 1.6T        | Y     |
| 12 | Robert Huff       | Lada Sport Lukoil                    | Łada Granta 1.6T        | Y     |
| 14 | Michaił Kozłowski | Lada Sport Lukoil                    | Łada Granta 1.6T        | Y     |
| 15 | Camilo Echevarría | Liqui Moly Team Engstler             | BMW 320 TC              | Y     |
| 18 | Tiago Monteiro    | Castrol Honda World Touring Car Team | Honda Civic WTCC        | Y     |
| 25 | Mehdi Bennani     | Proteam Racing                       | Honda Civic WTCC        | Y     |
| 27 | John Filippi      | Campos Racing                        | SEAT León WTCC          | Y     |
| 37 | José María López  | Citroën Total WTCC                   | Citroën C-Elysée WTCC   | Y     |
| 77 | René Münnich      | ALL–INKL.COM Münnich Motorsport      | Chevrolet RML Cruze TC1 | Y     |
| 98 | Dušan Borković    | NIS Petrol by Campos Racing          | Chevrolet RML Cruze TC1 | Y     |
| Nr | Kierowca          | Zespół                               | Samochód                | Opony |

## Wyniki

### I Sesja treningowa
| Nr | Kierowca         | Konstruktor        | Czas     | Okr. |
| -- | ---------------- | ------------------ | -------- | ---- |
| 37 | José María López | Citroën Total WTCC | 1:43,889 | 9    |

### II Sesja treningowa
| Nr | Kierowca    | Konstruktor        | Czas     | Okr. |
| -- | ----------- | ------------------ | -------- | ---- |
| 1  | Yvan Muller | Citroën Total WTCC | 1:44,214 | 8    |

### Kwalifikacje
Źródło: fiawtcc.com
| Poz. | Nr | Kierowca          | Konstruktor                 | Q1       | Q2       | Q3       | Poz. s. |
| --- | --- | ----------------- | --------------------------- | -------- | -------- | -------- | ------- |
| 1 | 37 | José María López  | Citroën Total WTCC          | 1:44,795 | 1:43,813 | 1:43,766 | 1       |
| 2 | 1 | Yvan Muller       | Citroën Total WTCC          | 1:44,962 | 1:44,194 | 1:44,194 | 2       |
| 3 | 9 | Sébastien Loeb    | Citroën Total WTCC          | 1:45,216 | 1:44,128 | 1:44,310 | 3       |
| 4 | 5 | Norbert Michelisz | Zengő Motorsport            | 1:44,696 | 1:44,474 | 1:44,408 | 4       |
| 5 | 18 | Tiago Monteiro    | Castrol Honda WTCC          | 1:45,126 | 1:44,763 | 1:45,174 | 5       |
| 6 | 3 | Tom Chilton       | ROAL Motorsport             | 1:45,208 | 1:44,821 | –        | 6       |
| 7 | 2 | Gabriele Tarquini | Castrol Honda WTCC          | 1:45,150 | 1:45,263 | –        | 7       |
| 8 | 25 | Mehdi Bennani     | Proteam Racing              | 1:45,203 | 1:45,389 | –        | 8       |
| 9 | 7 | Hugo Valente      | Campos Racing               | 1:45,843 | 1:45,542 | –        | 9       |
| 10 | 12 | Robert Huff       | Lada Sport Lukoil           | 1:45,739 | 1:45,572 | –        | 10      |
| 11 | 4 | Tom Coronel       | ROAL Motorsport             | 1:45,610 | 1:45,696 | –        | 11      |
| 12 | 77 | René Münnich      | Münnich Motorsport          | 1:45,348 | 1:45,830 | –        | 12      |
| 13 | 11 | James Thompson    | Lada Sport Lukoil           | 1:45,964 | –        | –        | 13      |
| 14 | 98 | Dušan Borković    | NIS Petrol by Campos Racing | 1:46,037 | –        | –        | 14      |
| 15 | 10 | Gianni Morbidelli | Münnich Motorsport          | 1:46,068 | –        | –        | 15      |
| 16 | 14 | Michaił Kozłowski | Lada Sport Lukoil           | 1:46,622 | –        | –        | 16      |
| 17 | 6 | Franz Engstler    | Liqui Moly Team Engstler    | 1:50,499 | –        | –        | 17      |
| 18 | 27 | John Filippi      | Campos Racing               | 1:51,722 | –        | –        | 18      |
| 19 | 15 | Camilo Echevarría | Liqui Moly Team Engstler    | 1:55,658 | –        | –        | 19      |
| Poz. | Nr | Kierowca          | Konstruktor                 | Q1       | Q2       | Q3       | Poz. s. |
| \| Legenda \| Legenda \| \| ------------------------ \| ---------------------------------------------------------------------------------------------------------------------------------------------------------------------------------------------------------------------------------------------------------------- \| \| Poz. Nr Q1 Q2 Q3 Poz. s. \| Pozycja zajęta w sesji kwalifikacyjnej Numer startowy kierowcy Wynik uzyskany w pierwszej części kwalifikacji Wynik uzyskany w drugiej części kwalifikacji Wynik uzyskany w trzeciej części kwalifikacji Pozycja startowa po uwzględnięniu kar, przesunięć, itp. \| | |                   |                             |          |          |          |         |
| Legenda | |                   |                             |          |          |          |         |
| Poz. Nr Q1 Q2 Q3 Poz. s. | Pozycja zajęta w sesji kwalifikacyjnej Numer startowy kierowcy Wynik uzyskany w pierwszej części kwalifikacji Wynik uzyskany w drugiej części kwalifikacji Wynik uzyskany w trzeciej części kwalifikacji Pozycja startowa po uwzględnięniu kar, przesunięć, itp. |                   |                             |          |          |          |         |

### Wyścig 1

#### Wyścig
Źródło: Wyprzedź Mnie!
| P                 | + / –     | Nr | Kierowca          | Konstruktor                 | Okr. | Czas / Strata | Komentarz |
| ----------------- | --------- | -- | ----------------- | --------------------------- | ---- | ------------- | --------- |
| 1                 | Bez zmian | 37 | José María López  | Citroën Total WTCC          | 13   | 23:10,174     |           |
| 2                 | 2         | 5  | Norbert Michelisz | Zengő Motorsport            | 13   | +0:02,526     |           |
| 3                 | 1         | 1  | Yvan Muller       | Citroën Total WTCC          | 13   | +0:03,271     |           |
| 4                 | 1         | 9  | Sébastien Loeb    | Citroën Total WTCC          | 13   | +0:07,613     |           |
| 5                 | Bez zmian | 18 | Tiago Monteiro    | Castrol Honda WTCC          | 13   | +0:08,871     |           |
| 6                 | Bez zmian | 3  | Tom Chilton       | ROAL Motorsport             | 13   | +0:09,508     |           |
| 7                 | 3         | 12 | Robert Huff       | Lada Sport Lukoil           | 13   | +0:13,893     |           |
| 8                 | 1         | 2  | Gabriele Tarquini | Castrol Honda WTCC          | 13   | +0:14,494     |           |
| 9                 | 1         | 25 | Mehdi Bennani     | Proteam Racing              | 13   | +0:17,929     |           |
| 10                | 3         | 11 | James Thompson    | Lada Sport Lukoil           | 13   | +0:25,133     |           |
| 11                | Bez zmian | 4  | Tom Coronel       | ROAL Motorsport             | 13   | +0:25,272     |           |
| 12                | 3         | 10 | Gianni Morbidelli | Münnich Motorsport          | 13   | +0:26,707     |           |
| 13                | 1         | 77 | René Münnich      | Münnich Motorsport          | 13   | +0:27,483     |           |
| 14                | 2         | 14 | Michaił Kozłowski | Lada Sport Lukoil           | 13   | +0:29,031     |           |
| 15                | 2         | 6  | Franz Engstler    | Liqui Moly Team Engstler    | 13   | +1:18,040     |           |
| 16                | 2         | 27 | John Filippi      | Campos Racing               | 13   | +1:26,442     |           |
| 17                | 2         | 15 | Camilo Echevarría | Liqui Moly Team Engstler    | 12   | +1 okr        |           |
| Niesklasyfikowani |           |    |                   |                             |      |               |           |
|                   |           | 98 | Dušan Borković    | NIS Petrol by Campos Racing | 8    |               |           |
|                   |           | 7  | Hugo Valente      | Campos Racing               | 7    |               |           |
| P                 | + / –     | Nr | Kierowca          | Konstruktor                 | Okr. | Czas / Strata | Komentarz |

#### Najszybsze okrążenie
| Nr | Kierowca         | Konstruktor        | Czas     | Okr. |
| -- | ---------------- | ------------------ | -------- | ---- |
| 37 | José María López | Citroën Total WTCC | 1:46,456 | 3    |

#### Prowadzenie w wyścigu
| Nr                              | Kierowca         | Okrążenia | Suma |
| ------------------------------- | ---------------- | --------- | ---- |
| 37                              | José María López | 1-13      | 13   |
| \| Wykres \| \| ------ \| \| \| |                  |           |      |
| Wykres                          |                  |           |      |
|                                 |                  |           |      |

### Wyścig 2

#### Wyścig
Źródło: Wyprzedź Mnie!
| P                 | + / –     | Nr | Kierowca          | Konstruktor                 | Okr. | Czas / Strata | Komentarz |
| ----------------- | --------- | -- | ----------------- | --------------------------- | ---- | ------------- | --------- |
| 1                 | 9         | 37 | José María López  | Citroën Total WTCC          | 13   | 23:16,716     |           |
| 2                 | 1         | 12 | Robert Huff       | Lada Sport Lukoil           | 13   | +0:01,863     |           |
| 3                 | 6         | 1  | Yvan Muller       | Citroën Total WTCC          | 13   | +0:02,896     |           |
| 4                 | Bez zmian | 2  | Gabriele Tarquini | Castrol Honda WTCC          | 13   | +0:05,311     |           |
| 5                 | 1         | 18 | Tiago Monteiro    | Castrol Honda WTCC          | 13   | +0:05,893     |           |
| 6                 | 2         | 9  | Sébastien Loeb    | Citroën Total WTCC          | 13   | +0:06,523     |           |
| 7                 | Bez zmian | 5  | Norbert Michelisz | Zengő Motorsport            | 13   | +0:06,978     |           |
| 8                 | 5         | 25 | Mehdi Bennani     | Proteam Racing              | 13   | +0:16,464     |           |
| 9                 | 4         | 11 | James Thompson    | Lada Sport Lukoil           | 13   | +0:16,810     |           |
| 10                | 1         | 4  | Tom Coronel       | ROAL Motorsport             | 13   | +0:22,790     |           |
| 11                | 5         | 14 | Michaił Kozłowski | Lada Sport Lukoil           | 13   | +0:23,683     |           |
| 12                | Bez zmian | 77 | René Münnich      | Münnich Motorsport          | 13   | +0:29,022     |           |
| 13                | 2         | 10 | Gianni Morbidelli | Münnich Motorsport          | 13   | +0:38,501     | [ 4 ]     |
| 14                | 3         | 6  | Franz Engstler    | Liqui Moly Team Engstler    | 13   | +1:06,948     |           |
| 15                | 3         | 27 | John Filippi      | Campos Racing               | 12   | +1 okr        |           |
| 16                | 3         | 15 | Camilo Echevarría | Liqui Moly Team Engstler    | 12   | +1 okr        | [ 5 ]     |
| Niesklasyfikowani |           |    |                   |                             |      |               |           |
|                   |           | 7  | Hugo Valente      | Campos Racing               | 8    |               |           |
|                   |           | 3  | Tom Chilton       | ROAL Motorsport             | 8    |               |           |
| Zdyskwalifikowani |           |    |                   |                             |      |               |           |
|                   |           | 98 | Dušan Borković    | NIS Petrol by Campos Racing | 13   | 0h23m31,980   | [ 6 ]     |
| P                 | + / –     | Nr | Kierowca          | Konstruktor                 | Okr. | Czas / Strata | Komentarz |

#### Najszybsze okrążenie
| Nr | Kierowca         | Konstruktor        | Czas     | Okr. |
| -- | ---------------- | ------------------ | -------- | ---- |
| 37 | José María López | Citroën Total WTCC | 1:45,926 | 7    |

#### Prowadzenie w wyścigu
| Nr                              | Kierowca         | Okrążenia | Suma |
| ------------------------------- | ---------------- | --------- | ---- |
| 12                              | Robert Huff      | 1-8       | 8    |
| 37                              | José María López | 8-13      | 5    |
| \| Wykres \| \| ------ \| \| \| |                  |           |      |
| Wykres                          |                  |           |      |
|                                 |                  |           |      |